# Teatro Nacional Cláudio Santoro
O Teatro Nacional Cláudio Santoro (TNCS) é um teatro localizado na capital do Brasil, Brasília. Localiza-se na Via N2 do Eixo Monumental, no Setor Cultural Norte, na Asa Norte do Plano Piloto. Possui estrutura com forma de pirâmide irregular. No seu interior, destacam-se as salas Martins Pena, Villa-Lobos e Alberto Nepomuceno, onde de realizam, ao longo de todo o ano, numerosos atos e representações culturais.
Seu projeto arquitetônico inicial foi feito, assim como outros prédios do Plano Piloto, pelo arquiteto Oscar Niemeyer, e o projeto estrutural foi realizado pelo engenheiro Bruno Contarini. A partir de 2014, o espaço foi interditado devido à uma série de reformas após irregularidades detectadas pelos Bombeiros e Ministério Público, e permaneceu fechado por uma década até ser reaberto em dezembro de 2024.

## História

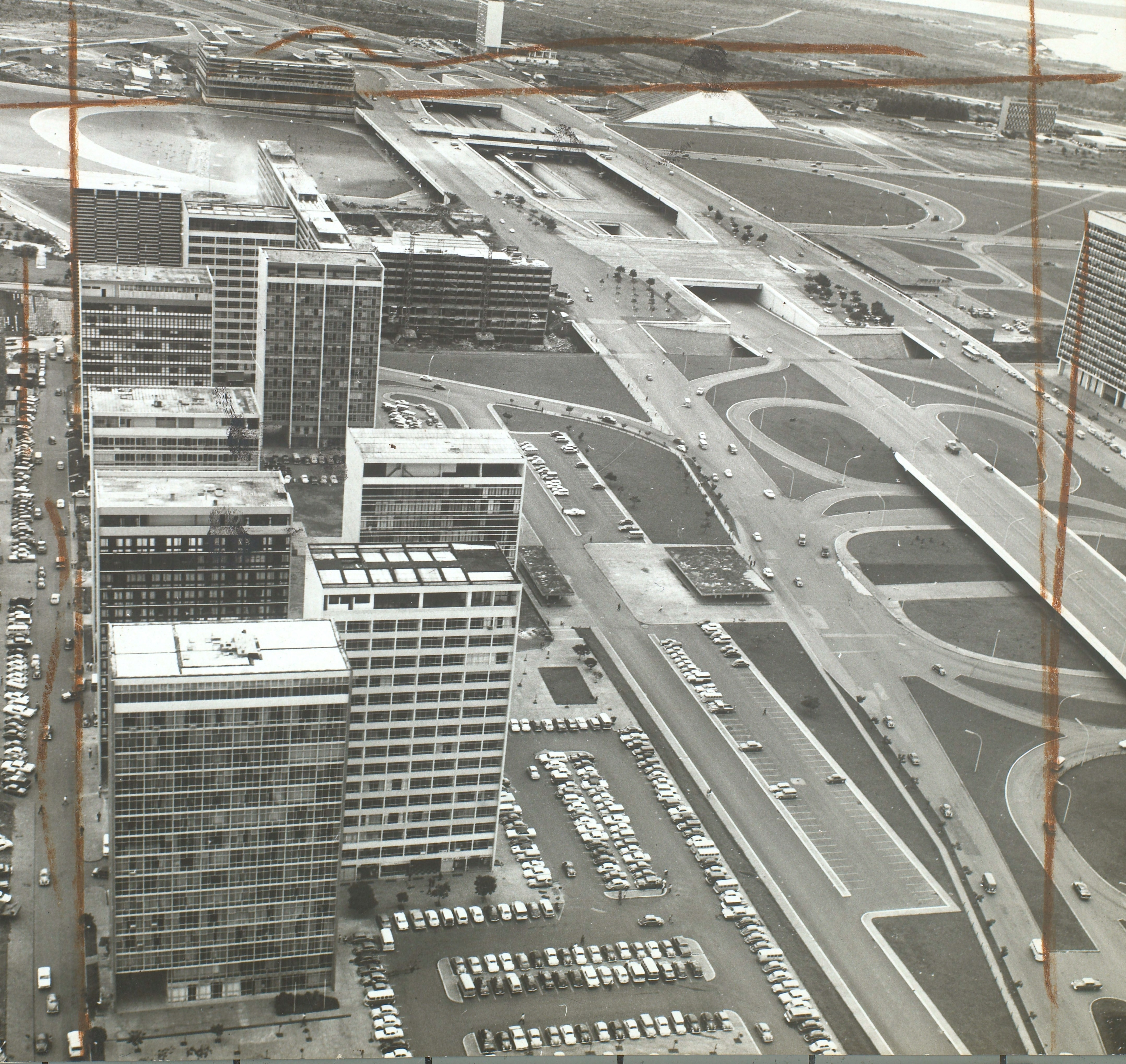
Apesar da demora na conclusão, a pirâmide do teatro (na parte superior) já é visível nos primeiros anos de Brasília.

O projeto para o Teatro Nacional de Brasília, como foi chamado até 1989, foi feito por Oscar Niemeyer em 1958 em sua primeira leva de projetos para a capital com o objetivo de ser o principal equipamento cultural da nova cidade. O arquiteto contou com a ajuda do pintor e cenógrafo Aldo Calvo para o projeto. O arquiteto fez três esboços para o projeto: no primeiro, o teatro seria circular, ganhando o formato piramidal no segundo, que ainda tinha diferenças na pintura e não teria jardins internos, chegando finalmente no terceiro esboço,que foi executado.
Bruno Contarini, engenheiro que foi frequente colaborador nos projetos de Niemeyer, fez os cálculos estruturais.
A construção teve início no dia 30 de julho de 1960, e a estrutura ficou pronta em 30 de janeiro de 1961, mas por cinco anos a obra ficou parada. Na primeira década da cidade, o espaço vazio foi usado, ainda que improvisadamente, para campeonatos esportivos, missas, espaço para alistamento militar, festas de carnaval e concursos de beleza. A Sala Martins Pena ficou pronta em 1966 e foi, por muito tempo, a única parte concluída do Teatro Nacional. Nesse mesmo ano, Athos Bulcão conclui o famoso painel de blocos nas laterais.
Em 1975, o Governo do Distrito Federal, num esforço para concluir os prédios previstos para cidade, solicita a ajuda de Oscar Niemeyer para a conclusão do projeto. Como Niemeyer tinha voltado ao Rio de Janeiro, ele recusa por não poder acompanhar a obras. O governo, então, chama o arquiteto Milton Ramos, que se reúne com Niemeyer e estabelece modificações para a conclusão do projeto. Além de Milton, uma equipe formada por, mais uma vez, Aldo Calvo e Athos Bulcão, o paisagista Roberto Burle Marx, o designer de móveis Sérgio Rodrigues e o arquiteto e consultor acústico Igor Sresnewsky. O projeto foi refinado e adaptado para as mudanças nas artes dos mais de quinze anos passados entre o projeto original de Niemeyer e aquele ano.
Em 1976, a sala  Martins Pena foi fechada para reforma e finalização do teatro. Ela reabre, agora com as outras duas salas, em março de 1979. Entretanto, no fim do mesmo ano, novas obras começaram devido a problemas técnicos. O teatro foi finalmente aberto completo no 21 de abril de 1981, no 21º aniversário de Brasília, sendo que a última parte da obra construiu o anexo.
Em sua construção, foram utilizados 16 mil metros cúbicos de concreto e cerca de 1.600 toneladas de aço. 
O Teatro passou a ter seu nome atual, em homenagem a Claudio Santoro, em 1989, após a morte do maestro e compositor, que havia fundado a orquestra do teatro em 1979 e a dirigira desde então.
Desde janeiro de 2014, o Teatro Nacional iniciou uma longa reforma, ainda não concluída inteiramente por limitações orçamentárias - cerca de 220 milhões de reais são necessários - e por inexistência de priorização governamental quanto ao assunto. Além disso, em razão da baixa movimentação de pessoas nas imediações externas do Teatro e da ausência de segurança e de fiscalização, a parte externa passou a constituir um ponto frequente para uso de drogas. Em 2016, o então secretário distrital de cultura Guilherme Reis afirmou em matéria jornalística que não havia previsão de reabertura do espaço.
Em 2019, o teatro recebeu recursos para a reforma e celebrou um convênio entre a Secretaria de Estado de Cultura e Economia Criativa do Distrito Federal e a Novacap em 2020, permitindo iniciar a adequação do projeto de restauração e a licitação das obras para reabrir a Sala Martins Pena.. Ela foi inicialmente reformada em dezembro de 2022, quando iniciou-se o processo de restauração do teatro.
O Teatro Nacional foi oficialmente reaberto em 18 de dezembro de 2024, com um concerto da Orquestra Sinfônica exclusivo para os operários que trabalharam no local. No dia 20 ocorreu a reabertura da Sala Martins Pena com Chitãozinho & Xororó, em um evento exclusivo para convidados. A reabertura ao público foi no dia 21, com um show de Almir Sater. Outros ambientes, como a Sala Villa-Lobos, Espaço Dercy Gonçalves, Sala Alberto Nepomuceno e o anexo, ainda estão em fase de investimento e permanecem fechados.

## Arquitetura externa
|                                       |  |                  |
| Os blocos de Athos Bulcão na lateral. |  | Vistos de perto. |

Oscar Niemeyer afirmou que o teatro deveria ter um aspecto sólido e pesado, mas, contraditoriamente, também leve. O prédio tem em seu formato uma característica chamativa, sendo um volume piramidal, mas sem o topo, remetendo a uma arquitetura de povos pré-colombianos. Tem cerca de 46 metros de altura - 24,5 acima do solo e 19 subterrâneos - e 136 metros na lateral. Sua fachadas oeste e leste tem 45 e 95 metros, respectivamente. 
O prédio ocupa uma área de aproximadamente 43 mil metros quadrados, contando com um prédio anexo que é semi-enterrado e complementa a grande pirâmide. Burle Marx projetou o paisagismo externo.

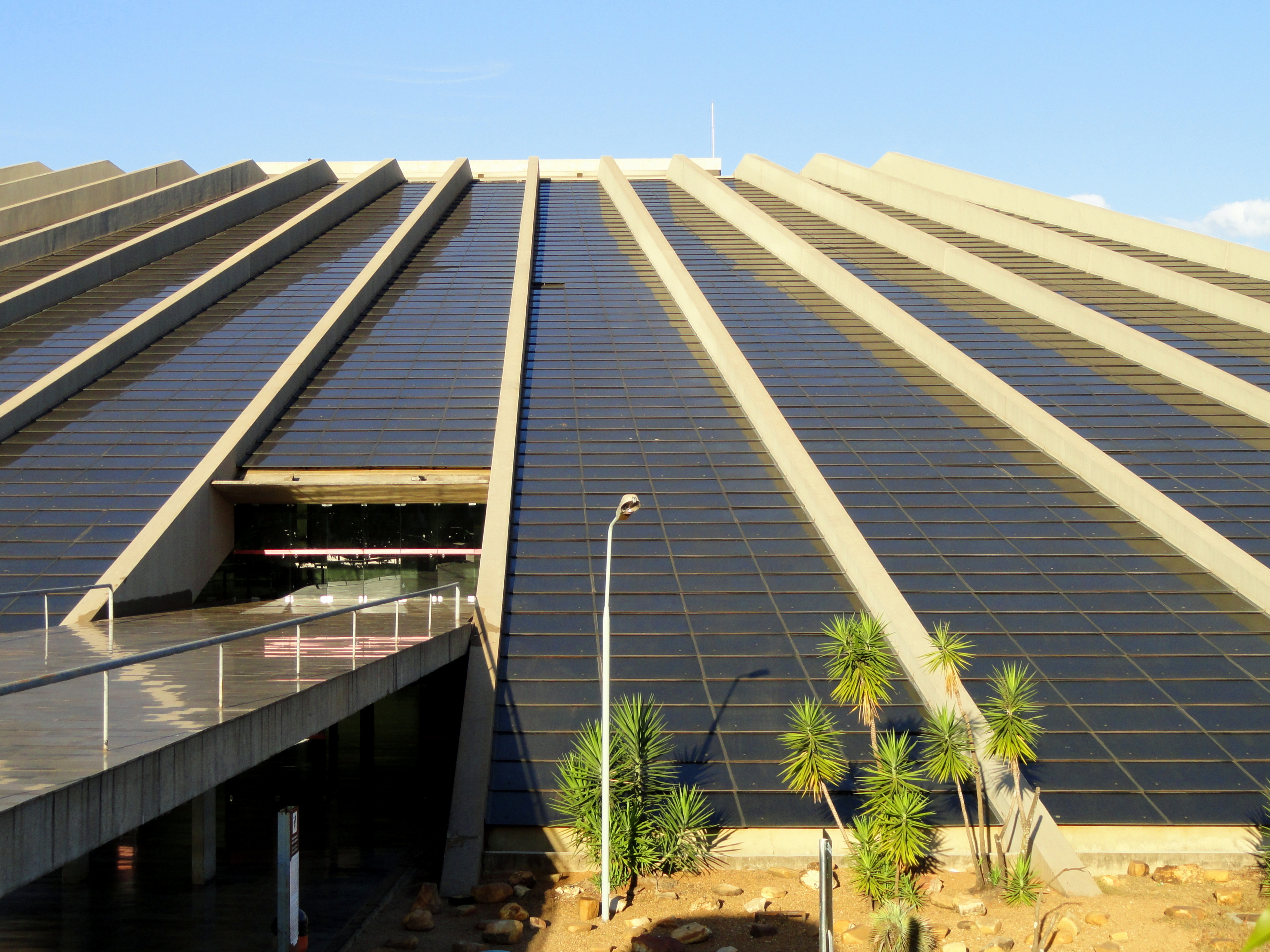
A entrada principal.

Athos Bulcão criou em 1966 um painel formado por blocos de concreto, que preenche as fachadas laterais, tendo 125 metros de base e 27 metros de altura, e 1700 metros quadrados de área. Os blocos tem cinco formas diferentes, que se encaixam nas paredes inclinadas e no conceito de peso e leveza de Niemeyer, formado pela luz e pela sombra que variam conforme a posição do Sol, e por isso foi chamado de “O Sol faz a festa”. É considerado a maior obra de arte integrada a um prédio no Brasil, a maior obra de Athos e também a a obra favorita dele.
O espaço externo árido contrasta com o espaço interno, que conta com jardins também projetados por Burle Marx.

## Espaços internos

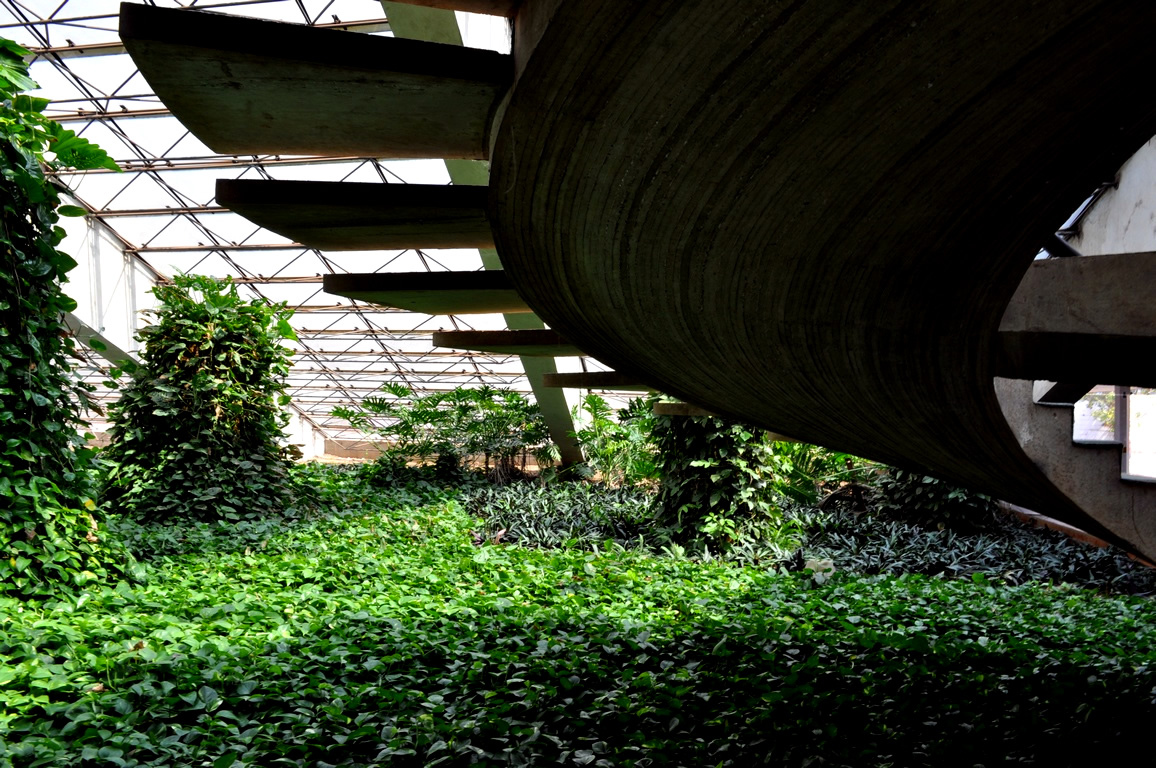
Jardins e escada helicoidal no Foyer Villa-Lobos.

O espaço é formado por três salas, um espaço e dois foyers, além do anexo.

### Sala Villa-Lobos
Com 1.407 lugares, é a principal sala do teatro e foi aberta em 1981, com seu nome sendo uma homenagem a Heitor Villa-Lobos. É a única sala de ópera e balé da cidade. Tem um palco de 450 metros quadrados, com dezessete metros de abertura e vinte e cinco de profundidade. Conta com dois elevadores, sete camarins e também salas de ensaio.

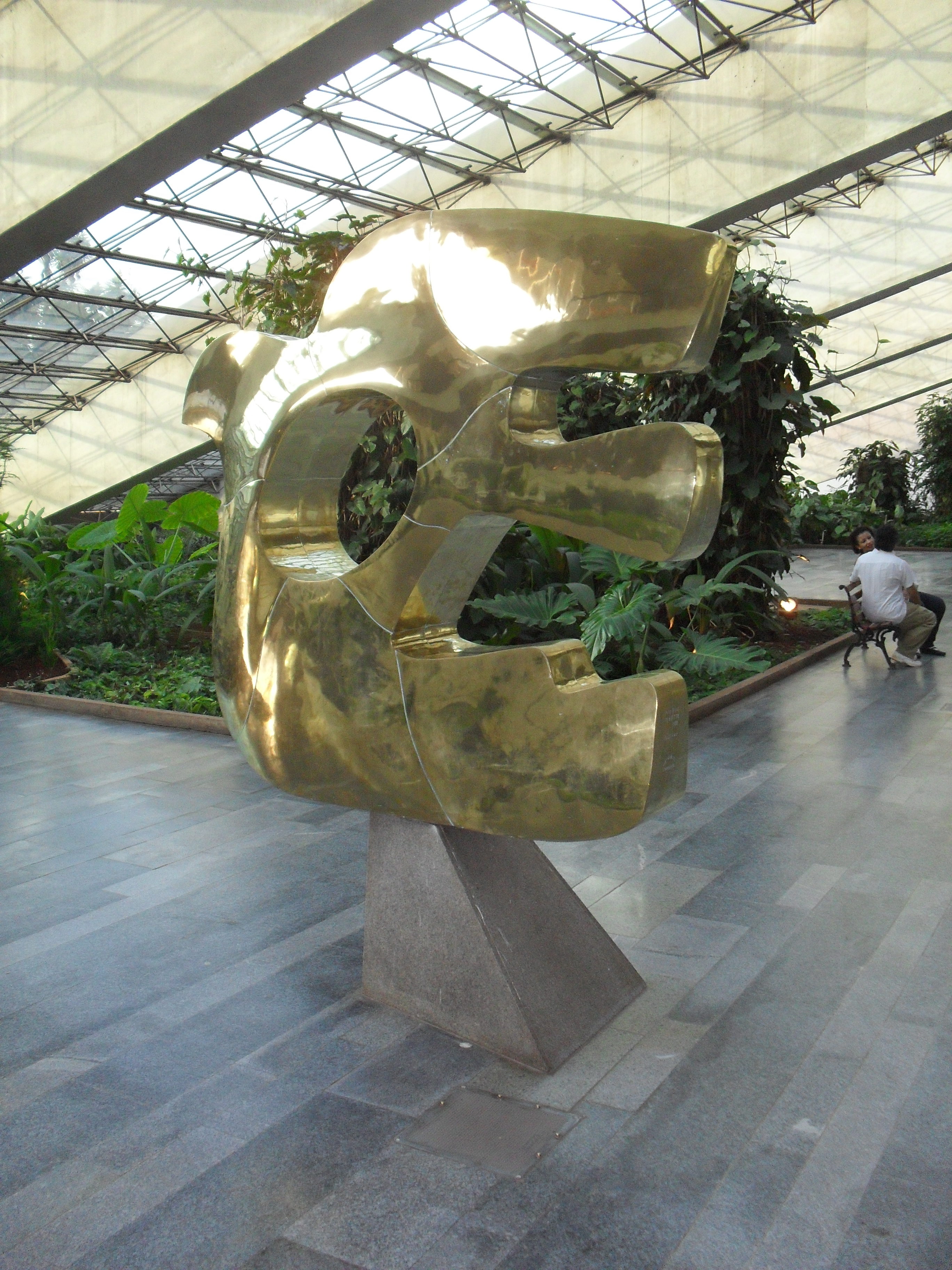
A escultura O Pássaro, de Mariane Perreti.

### Foyer da Sala Villa-Lobos
É o acesso principal do teatro, onde se pode acessar a Sala Villa-Lobos e a Sala Alberto Nepomuceno. Tem um mezanino, que pode ser acessado por uma escada helicoidal (a popular escada caracol). Ficam nessa área obras de Alfredo Ceschiatti, Marianne Peretti e Athos Bulcão, e o espaço ainda tem o jardim projetado por Burle Marx. É a única parte do teatro acessível e aberta desde o fechamento em 2014.

### Sala Alberto Nepomuceno
Com 95 lugares, foi aberta em 1979, sendo bem menor que a Villa-Lobos. Seu palco tem catorze metros. Foi nomeada em homenagem ao músico Alberto Nepomuceno.

### Sala Martins Pena
Nomeada em homenagem ao dramaturgo Martins Pena, conta com 407 lugares e tem um acesso próprio através de outro foyer. Foi aberta em 1966. Tem palco de 235 metros quadrados, com doze metros de abertura e quinze de profundidade. Ainda tem um elevador e quinze camarins.

### Foyer da Sala Martins Pena
O acesso a Sala Martins Pena tem área de 412 metros quadrados e recebe saraus, performances, lançamentos de livros, coquetéis e exposições em geral. Tem um busto do compositor alemão Ludwig van Beethoven, doado pela embaixada da Alemanha, e também um painel de azulejos de Athos Bulcão.

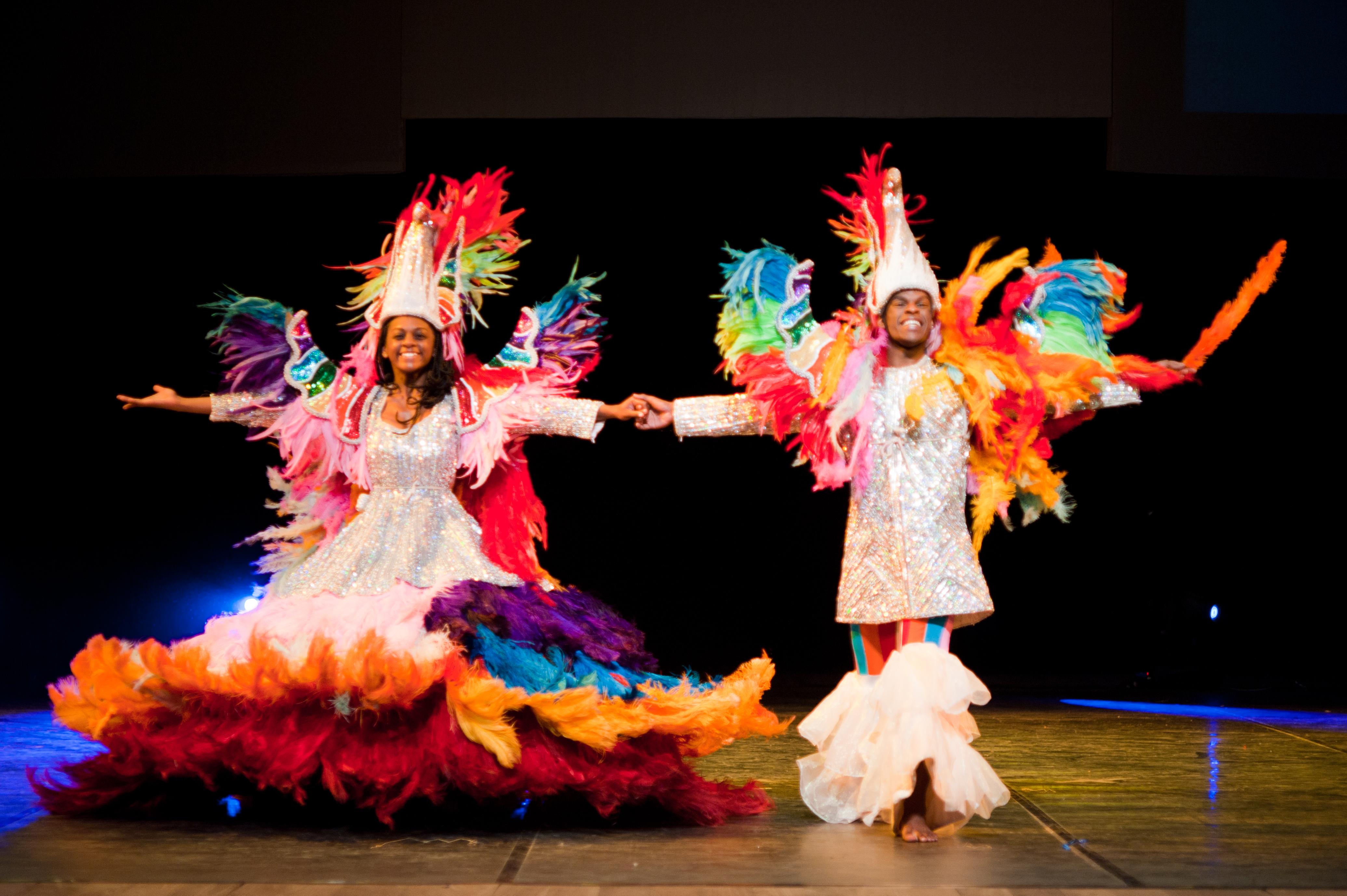
Uma apresentação no teatro.

### Espaço Cultural Dercy Gonçalves
Originalmente era um restaurante panorâmico, mas foi convertido em um outro espaço cultural do teatro. Foi aberto em 2000, com a presença da própria homenageada, a atriz Dercy Gonçalves. Sua área total é de 840 metros quadrados, e sua capacidade é de trezentas pessoas.

### Anexo do Teatro Nacional
Projetado e construído pelo arquiteto Milton Ramos, foi aberto em 1981. Tem quinze mil metros quadrados e hoje sedia a Secretaria de Estado de Cultura e Economia Criativa do Distrito Federal.
| |  |  |
| Fernanda Montenegro e Ziembinski são alguns dos que passaram pelos anos de atividade do Teatro Nacional. |  |  |

## Artistas que passaram pelo teatro
Ao longo dos anos, diversos artistas de renome passaram pelo Teatro Nacional. Dentre eles, os cantores Mercedes Sosa, Astor Piazzola, Yma Sumac, João Gilberto, Maria Bethânia e Caetano Veloso, as companhias de balé como o Bolshoi e Kirov, da Rússia, o balé da Ópera de Paris, da França, Márcia Haydée, Márika Gidali, com seu ballet Stagium e o Grupo Corpo, do Brasil, e ainda atores como Fernanda Montenegro, Dulcina de Moraes, Glauce Rocha, Ziembinski e Paulo Autran.